# The Boomtang Boys
The Boomtang Boys é uma banda canadense de dance music. Eles são mais conhecidos pelo seu single remix na música dance/pop "Squeeze Toy", lançado em 1999. O grupo criou remixes de danças de músicas familiares, bem como produzindo música para vários músicos e bandas, incluindo a Deeper Shade of Love produzido por Camille. Além das suas próprias gravações, eles são conhecidos por vários remixes, para artistas como BIF Naked, Econoline Crush e Kim Stockwood. Eles ainda estão ativos e envolvidos em vários projetos de produção e remix. Paul Grace, um dos membros do trio, morreu em 7 de agosto de 2019 aos 63 anos.

## Discografia

### Álbuns
- Greatest Hits Volume One (13 de Julho de 1999)
- Wet (15 de Outubro de 2002)

### Singles
- "Popcorn" (featuring Fred) (1999)
- "Squeeze Toy" (featuring Kim Esty) (1999)
- "Pictures" (featuring Kim Esty) (1999)
- "Both Sides Now" (2000)
- "Movin' On" (2002)

## Ligações Externas
- "Site oficial"